# 신행정수도 (이집트)

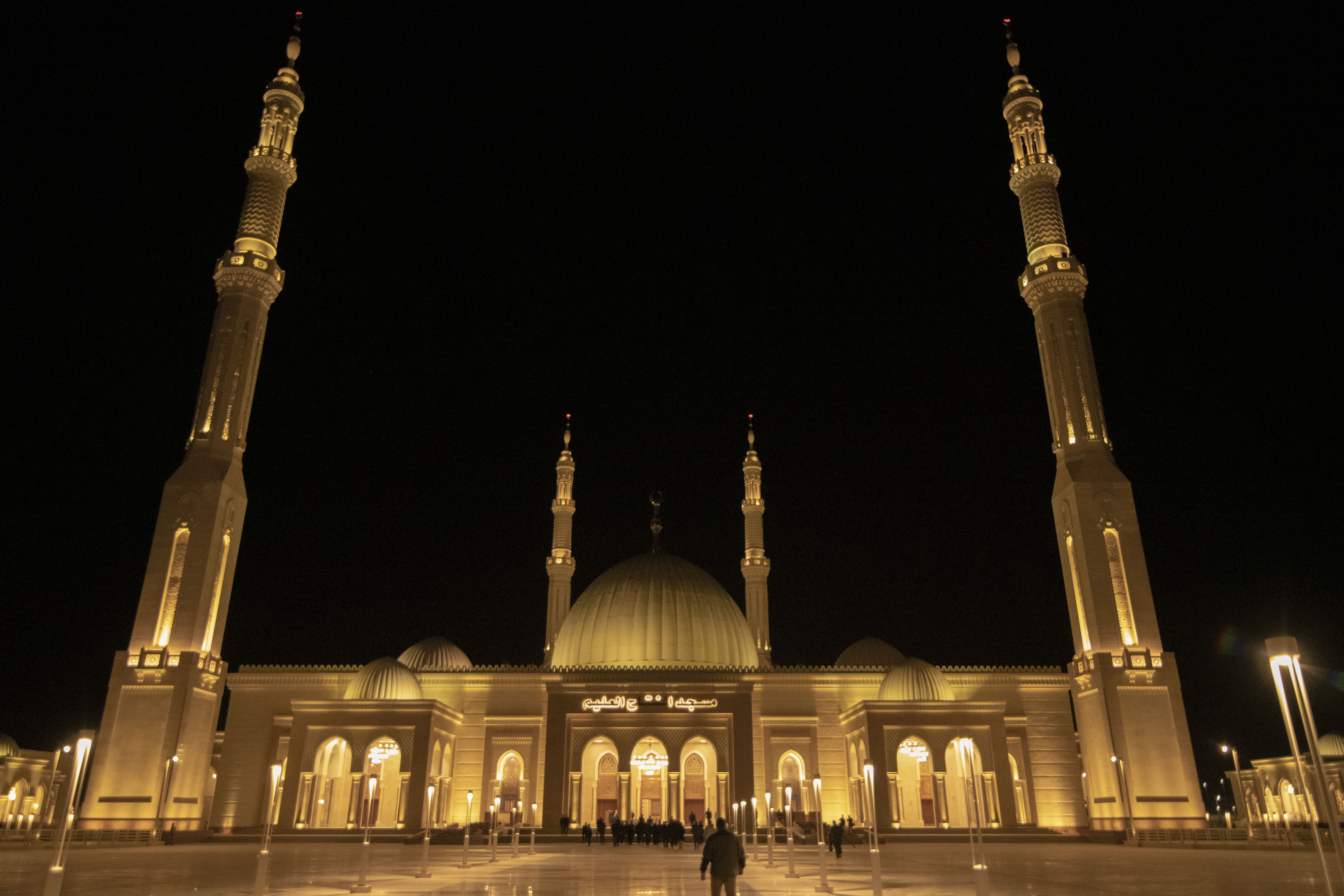

신행정수도(New Administrative Capital, 아랍어: العاصمة الإدارية الجديدة Al-ʿĀṣima al-ʾIdāriyya al-Jadīda[*])는 이집트의 신행정수도로 계획된 곳으로 카이로주에 있으며 카이로보다 45 km 동쪽에 있다. 뉴카이로와는 별개의 도시이다.